# 中国科学技术情报学会
中国科学技术情报学会是中华人民共和国组成的群众性学术团体，是中国科学技术协会主管的社会团体，1978年（或1964年）在北京市成立。